# سارتروفيل
سارتروفيل (بالفرنسية: Sartrouville) هي بلدية فرنسية  تابعة لإقليم إيفلين في إيل دو فرانس وتقع في شمال فرنسا وهي اليوم ضاحية لباريس ويسكنها حوالي 51447 نسمة حسب إحصائيات سنة 2009.

## توأمة
لسارتروفيل اتفاقيات توأمة مع كل من:
- كاليثيا
- باكوس دي فيريرا
- فالدكرايبورغ

## أعلام
- راؤول هيد
- جوستين جوليس
- ماكسيم بارثلم
- فريديريك ماتشادو
- باسكال لينو

## روابط
- الموقع الرسمي لعمادة المدينة